# Argelia en los Juegos Paralímpicos de Londres 2012
Argelia estuvo representada en los Juegos Paralímpicos de Londres 2012 por un total de 31 deportistas, 24 hombres y siete mujeres.

## Medallistas
El equipo paralímpico argelino obtuvo las siguientes medallas:
| Nombre          | Deporte   | Evento                         |
| --------------- | --------- | ------------------------------ |
| Oro             |           |                                |
| Nasima Saifi    | Atletismo | Disco F57/58 femenino          |
| Mohamed Berahal | Atletismo | Disco F51-53 masculino         |
| Kamel Karyena   | Atletismo | Peso F32/33 masculino          |
| Abdelatif Baka  | Atletismo | 800 m T13 masculino            |
| Plata           |           |                                |
| Safia Yelal     | Atletismo | Jabalina F57/58 femenino       |
| Munia Gasmi     | Atletismo | Maza F31/32/51 femenino        |
| Linda Hamri     | Atletismo | Salto de longitud F13 femenino |
| Karim Betina    | Atletismo | Peso F32/33 masculino          |
| Hosein Guerzuli | Atletismo | Peso F40 masculino             |
| Samir Nuiua     | Atletismo | 800 m T46 masculino            |
| Bronce          |           |                                |
| Lahuari Bahlaz  | Atletismo | Disco F32-34 masculino         |
| Lahuari Bahlaz  | Atletismo | Maza F31/32/51 masculino       |
| Mohamed Berahal | Atletismo | 100 m T51 masculino            |
| Samir Nuiua     | Atletismo | 1500 m T46 masculino           |
| Kamel Karyena   | Atletismo | Jabalina F33/34 masculino      |
| Munir Bakiri    | Atletismo | Peso F32/33 masculino          |
| Zubida Buazug   | Yudo      | +70 kg femenino                |
| Mulud Nura      | Yudo      | –60 kg masculino               |
| Sid Ali Lamri   | Yudo      | –66 kg masculino               |